# Espacio marino de Tabarca
Espacio marino de Tabarca este o arie protejată (sit de importanță comunitară — SCI, arie de protecție specială avifaunistică — SPA) din Spania întinsă pe o suprafață de 14.261,6 ha, integral marine.

## Localizare
Centrul sitului Espacio marino de Tabarca este situat la coordonatele 38°11′23″N 0°29′06″W / 38.1898°N 0.4851°V.

## Înființare
Situl Espacio marino de Tabarca a fost declarat arie de protecție specială avifaunistică în iunie 2009 pentru a proteja 9 specii de animale. Situl a fost protejat și ca sit de importanță comunitară în decembrie 1997.

## Biodiversitate
Situată în ecoregiunile marină mediteraneană și mediteraneană, aria protejată conține 2 habitate naturale: Straturi cu Posidonia (Posidonion oceanicae), Bancuri de nisip acoperite în permanență slab de apă marină.
La baza desemnării sitului se află mai multe specii protejate:
- păsări (8): Calonectris diomedea, Hydrobates pelagicus, Larus audouinii, pescăruș-cu-cap-negru (Larus melanocephalus), Phalacrocorax aristotelis desmarestii, Puffinus mauretanicus, chiră mică (Sternula albifrons), chiră de mare (Thalasseus sandvicensis)
- mamifere (1): delfin mare (Tursiops truncatus)

Pe lângă speciile protejate, pe teritoriul sitului au mai fost identificate 1 specie de nevertebrate.